# Potenza Picena
Potenza Picena je italská obec u pobřeží Jaderského moře v oblasti Marche, provincii Macerata. Před sjednocením Itálie byla po století známá jako Montesanto.

## Vývoj počtu obyvatel
Počet obyvatel